# Osiedle Przemysłowa
Osiedle Przemysłowa – osiedle w Wejherowie, znajdujące się w dzielnicy Nanice, nazwa wzięła się od przemysłowego charakteru zachodniej części osiedla.

## Zabudowa
Na osiedlu znajduje się kilka bloków z lat 80. XX wieku. W ostatnich latach powstało kilkadziesiąt budynków wielorodzinnych, jednak znajduje się tu bardzo dużo budynków jednorodzinnych.
W północnej części osiedla, w pobliżu rzeki Redy, znajdują się ogrody działkowe.

## Stan prawny

### Powstanie Osiedla Przemysłowa
Oficjalnie osiedle powstało 28 marca 1996 roku na mocy Uchwały nr IIk/XV/197/96 Rady Miasta Wejherowa z dnia 28 marca 1996 roku o utworzeniu Osiedla "Przemysłowa".

### Wybory do Rady Osiedla Przemysłowa w 2019 roku
W wyborach do Rady Osiedla z dnia 17.02.2019 spośród 4077 (100%) wyborców uprawnionych do głosowania swój głos oddało zaledwie 133 (3,26%) osoby. W związku ze zbyt niską frekwencją (próg stanowi minimum 10% wyborców uprawnionych do głosowania, to jest 408 osób) Rady Osiedla Przemysłowa nie utworzono.

### Spis ulic
Zgodnie z Załącznikiem Nr 2 do Statutu Rady Osiedla "Przemysłowa" w granicach osiedla znajdują się ulice:
| 1  | Broniewskiego                                   |
| 2  | Budowlanych                                     |
| 3  | Derdowskiego                                    |
| 4  | Dolna                                           |
| 5  | Graniczna                                       |
| 6  | Gulgowskiego                                    |
| 7  | Heyki                                           |
| 8  | Jana z Kolna                                    |
| 9  | Jasna                                           |
| 10 | Karnowskiego                                    |
| 11 | Kolejowa                                        |
| 12 | Kołłątaja                                       |
| 13 | Krasińskiego                                    |
| 14 | Lelewela                                        |
| 15 | Majkowskiego                                    |
| 16 | Mostowa                                         |
| 17 | Nad Kanałem                                     |
| 18 | Nanicka – bez numerów 4,6,8,10,12,14,16 – bloki |
| 19 | Narutowicza                                     |
| 20 | Niska                                           |
| 21 | Ofiar Piaśnicy                                  |
| 22 | Okrężna                                         |
| 23 | Podmiejska                                      |
| 24 | Przemysłowa                                     |
| 25 | Pułaskiego                                      |
| 26 | Rogali                                          |
| 27 | Słoneczna                                       |
| 28 | Słowackiego                                     |
| 29 | Tartaczna                                       |
| 30 | Traugutta                                       |
| 31 | Żeromskiego                                     |

## Edukacja
Na terenie osiedla znajdują się następujące placówki oświatowe:
- Przedszkole Samorządowe Nr 2 im. Kubusia Puchatka
- Prywatna Dwujęzyczna Szkoła Podstawowa Naja Szkòła

## Religia

### Parafie
- Parafia pw. Chrystusa Króla i Błogosławionej Alicji Kotowskiej

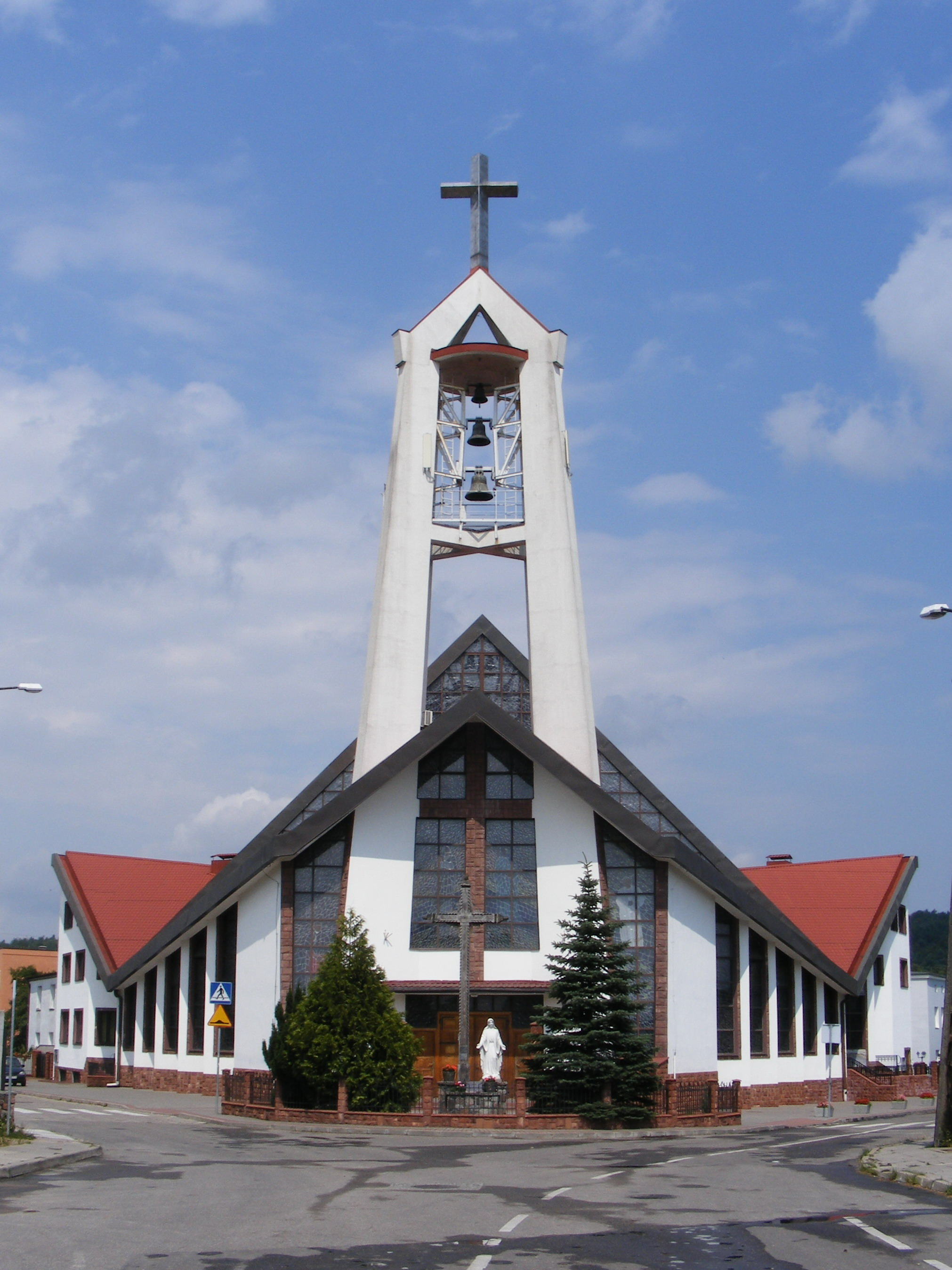
Kościół pw. Chrystusa Króla

### Kaplice
- Ecce Patria (Brama Piaśnicka). Zlokalizowana na Placu Ofiar Piaśnicy (dawniej Placu Grunwaldzkim) w miejscu po pomniku-czołgu T-34-85.

### Sala Królestwa Świadków Jehowy
- Sala Królestwa Świadków Jehowy, z której korzystają cztery zbory (Wejherowo–Północ, Wejherowo–Śródmieście (w tym grupa rosyjskojęzyczna), Wejherowo–Wschód, Wejherowo–Zachód)[4].

## Sport i rekreacja
- Rodzinny Ogród Działkowy „Cementownia”

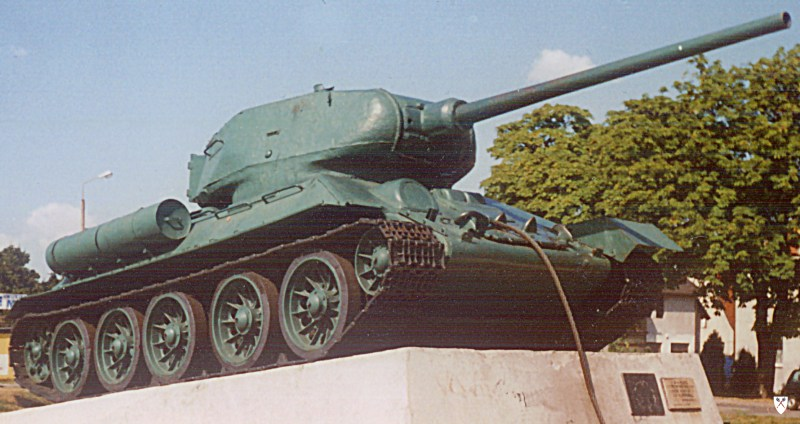
Plac Ofiar Piaśnicy. Dawniej Plac Grunwaldzki. Znajdował się tu pomnik-czołg T-34-85. Ze względu na budowę kaplicy Ecce Patria (Brama Piaśnicka) czołg oddano do renowacji i przeniesiono go do Parku Kaszubskiego w Wejherowie.  - T-34-85 jako pomnik na Placu Grunwaldzkim - Brama Piaśnicka
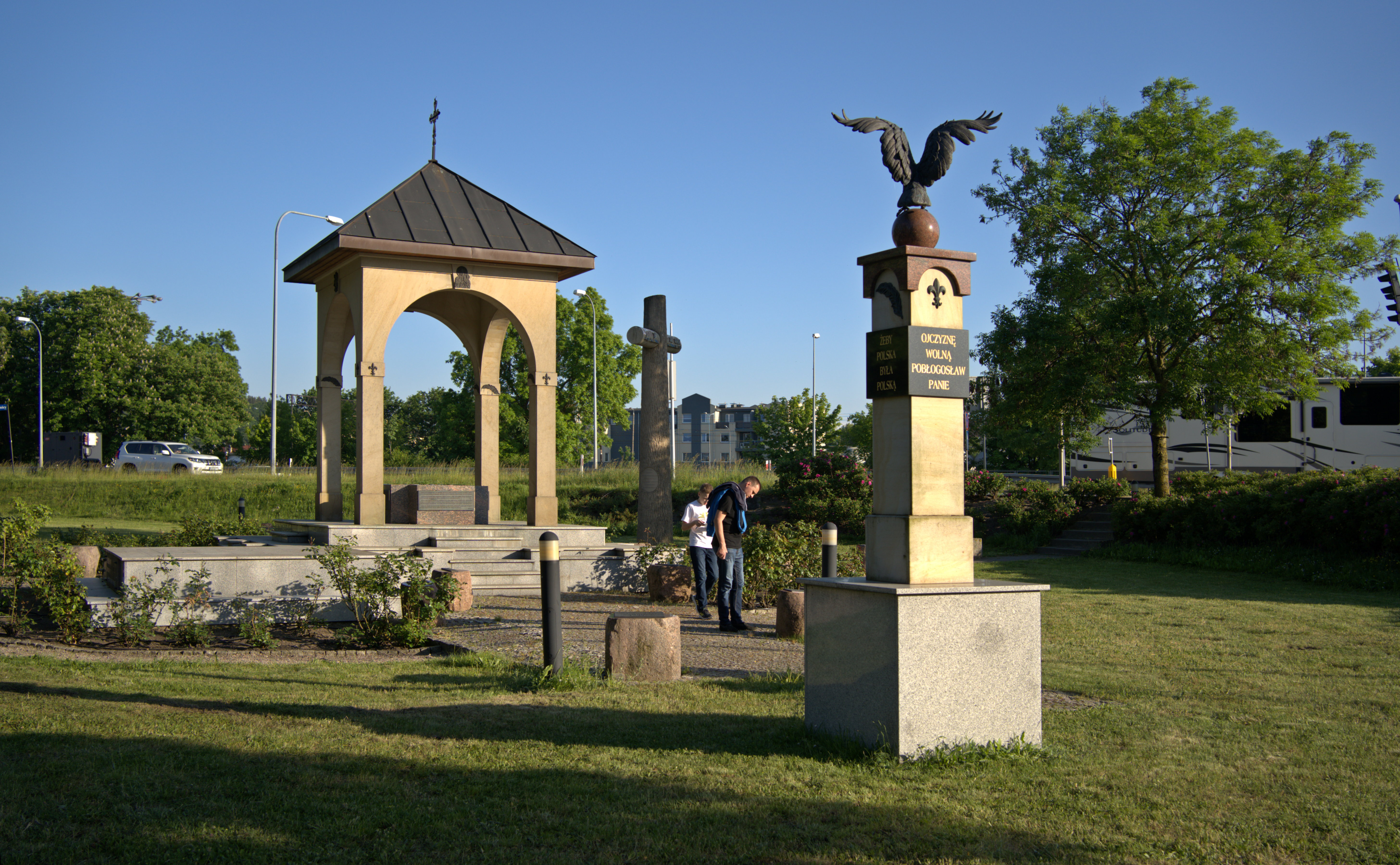
Brama Piaśnicka

- Puszcza Darżlubska
- Rzeka Reda stanowi północną granicę osiedla. W rejonie cementowni rzeka została uregulowana (wybudowano kanał) gdyż to właśnie drogą wodną, na barkach były dostarczane surowce mineralne z Orla, niezbędne do produkcji cementu. Na terenie osiedla planowana jest budowa przystani kajakowej oraz ciągu pieszego Nadbrzeże Redy.
- Hotele. Hotel Olimp Business & Spa trzygwiazdkowy przy ulicy I Brygady Pancernej Wojska Polskiego 82. W budynku znajduje się także restauracja, siłownia oraz sala do bowlingu. W budynku hotelu znajdowało się dawniej Przedsiębiorstwo Odzieżowe Jantar.

## Zabytki

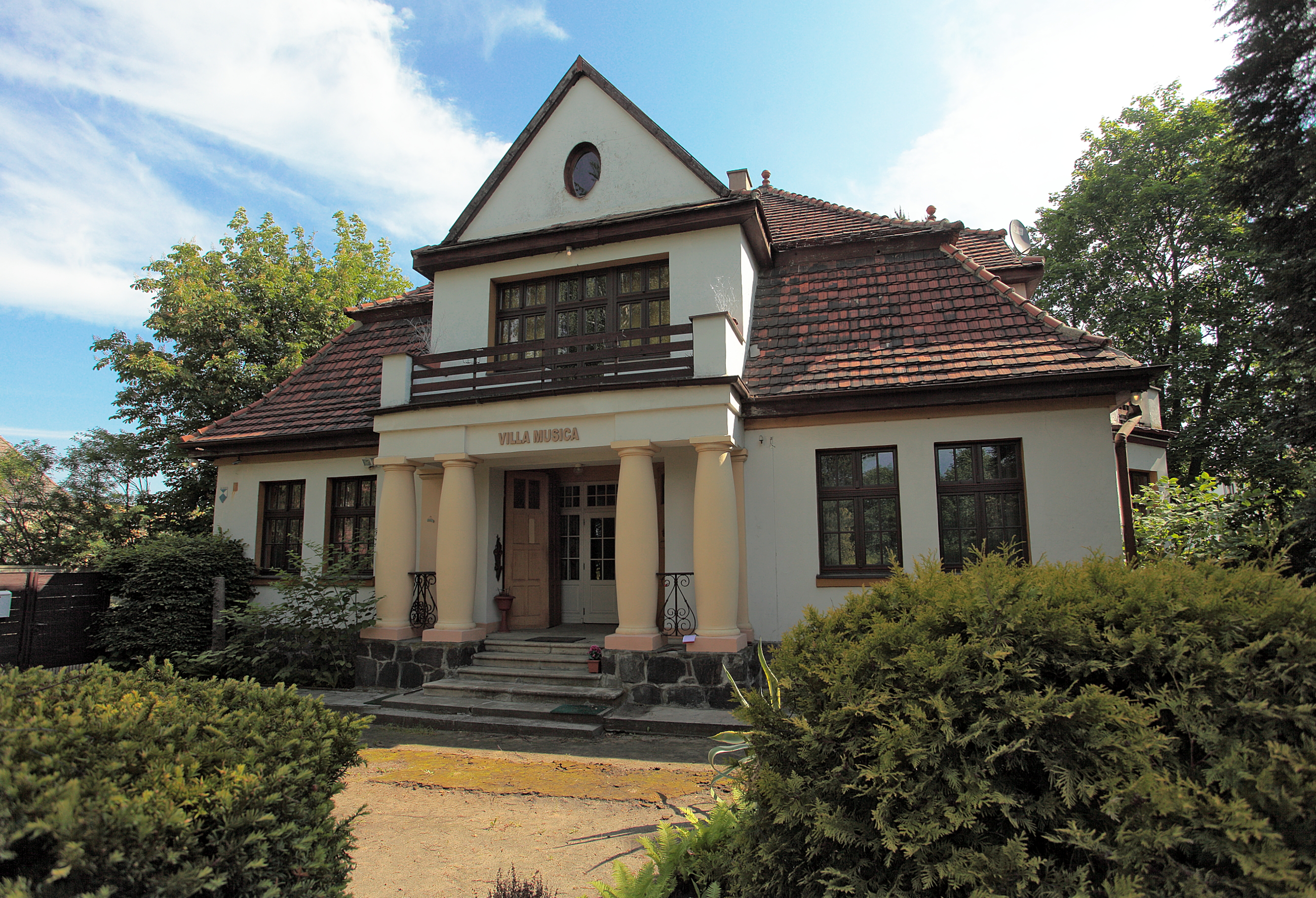
Villa Musica. Zbudowana została w 1926 roku przez Franciszka Panka, lekarza i działacza społecznego Wejherowa. Swą architekturą nawiązuje do dworku Józefa Piłsudskiego „Milusin” w Sulejówku. W dwudziestoleciu międzywojennym willa pełniła funkcję salonu kulturalnego miasta. W roku 1939 obiekt zajęli Niemcy. Urządzili tu lokalną siedzibę Gestapo, która stała się miejscem koordynowania działań związanych z egzekucjami w Piaśnicy. W piwnicach domu i ogrodzie magazynowano odzież i przedmioty zrabowane zamordowanym[5].  - Villa Musica

## Przemysł
Tak jak wskazuje nazwa osiedla, znajduje się tu wiele różnorakich obiektów przemysłowych, od produkcji odzieżowej po składy produktów metalowych.

## Infrastruktura
- Stacja elektroenergetyczna Wejherowo. Główny punkt zaopatrywania miasta w energię elektryczną. Spotykają się tu linie energetyczne 110 kV: Żarnowiec – Wejherowo, Reda – Wejherowo, Żarnowiec – Chylonia
- Generalna Dyrekcja Dróg Krajowych i Autostrad – Obwód Drogowy w Wejherowie

## Komunikacja

### Kolej
Południową krawędzią osiedla przebiega linia kolejowa nr 202. Dostęp do niej zapewnia stacja kolejowa Wejherowo (Plac Marszałka Józefa Piłsudskiego 1) obsługująca połączenia podmiejskie (PKP Szybka Kolej Miejska w Trójmieście), regionalne (Przewozy Regionalne) i dalekobieżne. Ponadto, przez środek osiedla przebiega nieczynna linia kolejowa nr 230 do Garczegorza, a na niej nieczynny przystanek Wejherowo Cementownia.

### Autobusy miejskie
Miejską komunikację autobusową na osiedlu zapewnia Miejski Zakład Komunikacji Wejherowo poprzez linie (stan z 30 września 2023):
- 1 – Wejherowo os. Fenikowskiego - Bolszewo Leśna – Szkoła / Góra Szkolna
- 4 – Wejherowo os. Fenikowskiego - Orle Łąkowa
- 5 – Wejherowo Szpital - Orle Łąkowa
- 6 – Wejherowo os. Fenikowskiego - Wejherowo Karnowskiego
- 10 – Wejherowo Pomorska - Kębłowo Wiejska

W okresie Uroczystości Wszystkich Świętych czynna jest linia specjalna: D – Wejherowo Karnowskiego – Wejherowo Cmentarz. W pierwszą niedzielę października, ze względu na uroczystości patriotyczno-religijne w lesie piaśnickim czynna jest linia: P – Wejherowo Necla - Las Piaśnicki

### Ulice
- Ulica I Brygady Pancernej Wojska Polskiego jest główną ulicą na osiedlu (i całym Wejherowie) jest biegnąca południową krawędzią osiedla droga krajowa nr 6. Na obszarze osiedla stanowi ona ulicę I Brygady Pancernej Wojska Polskiego i posiada 2 jezdnie po 2 pasy ruchu w obu kierunkach.
- Ulica Ofiar Piaśnicy. Fragment drogi wojewódzkiej nr 218 biegnący z północy na południe osiedla. Podczas wakacji letnich zauważalny jest wzrost natężenia ruchu, ze względu na turystów zmierzających nad i znad morza.
- Ulica Jana Karnowskiego. Przebudowywana w 2018 (rondo na skrzyżowaniu z ulicą Ofiar Piaśnicy) i 2019 roku (jezdnia i rondo na skrzyżowaniu z ulicą Przemysłową) droga gminna nr 127035G stanowi element Zachodniego Połączenia Drogowego Wejherowa (obwodnicy Wejherowa). W przyszłości ulica ta ma stanowić nowy fragment drogi wojewódzkiej nr 218.
- Ulica Przemysłowa/Ulica Tartaczna. Jedną z głównych arterii wewnątrz osiedla stanowi droga powiatowa nr 1479G, czyli ulica Przemysłowa i ulica Tartaczna. Droga zaczyna się na drodze krajowej nr 6 i na tejże kończy. Ponadto stanowi ona dojazd do pobliskiego Bolszewa. W pobliżu tych ulic skupiła się zabudowa wielorodzinna oraz największe tereny przemysłowe w Wejherowie.